# Turbinella pyrum
Turbinella pyrum (denominada, em inglês, indian chank ou great indian chank) é uma espécie de molusco gastrópode marinho do oceano Índico, pertencente à família Turbinellidae, originalmente classificada por Carolus Linnaeus, em 1767; como Voluta pyrum (no gênero Voluta), em sua obra Systema Naturae. Esta é a espécie-tipo do gênero Turbinella Lamarck, 1799.

## Descrição da concha e hábitos
Conchas pesadas, quando desenvolvidas, de coloração branca ou creme, podendo apresentar pintas em marrom; geralmente entre 12 a 14 centímetros de comprimento, podendo chegar aos 20; com espiral moderadamente baixa e volta final globosa, lábio externo fino, canal sifonal destacado e columela dotada de pregas visíveis. Possuem opérculo córneo e um perióstraco castanho, lhes recobrindo, em vida. Ás vezes suas protoconchas se destacam, no topo da espiral, que pode se apresentar bem aplainada.

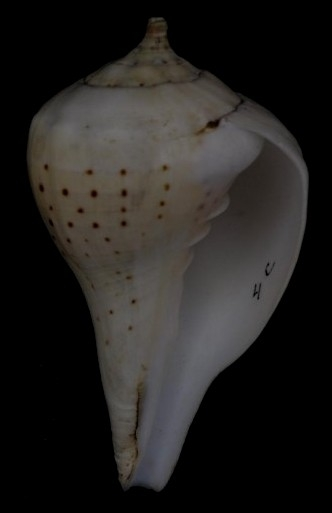
Espécime de T. pyrum proveniente do Sri Lanka; com espiral baixa, protoconcha destacada e pintas em marrom. No Museu de História Natural de Leiden.

É encontrada em águas da zona nerítica até os quase 30 metros de profundidade. Os animais da família Turbinellidae são predadores.

## Distribuição geográfica
A região indo-malaia é o habitat da espécie T. pyrum, nas costas índicas do Paquistão, Índia e Sri Lanka.

## Hinduísmo
Conhecidas por sankha, em sânscrito, ou pantchdjanya, estas conchas possuem grande valor no hinduísmo, dando-se um significado mais especial ainda aos seus raros exemplares sinistrogiros. Conta-se que, no início dos tempos, um demônio roubara os Vedas, para escondê-los no mar, dentro de uma concha. Então o deus Vixnu teve sua primeira reencarnação na forma de um peixe, para recuperar a concha com os textos. Desde então ela se converteu em um dos equipamentos do deus, usada como instrumento de sopro para a guerra. A superstição costuma olhar para o sankha como um amuleto contra os poderes do mal. Os primeiros relatos de seu uso estão no Ramáiana e no Mahabharata.